# Vilhelm Náhlovský
Vilhelm Náhlovský německy Wilhelm Náhlovský (25. července 1910 Krásné Březno – 28. září 1969) byl český fotbalista německé národnosti, útočník, československý reprezentant.

## Sportovní kariéra
V lize hrál za klub Teplitzer FK (1931–1936). V lize odehrál 84 utkání a vstřelil 5 gólů. Jednou startoval ve Středoevropském poháru.
V československé reprezentaci odehrál roku 1934 dvě utkání. Gól soupeřům nevstřelil.